# Вабері Хаши
Вабері Хаши (фр. Waberi Hachi, нар. 16 квітня 1981, Арта, Джибуті) — джибутійський футболіст, захисник клубу «Катіль ДжибСтар». Виступав, зокрема, за клуби «Сосьєт Іммобільє де Джибуті» (Картіле) та «Картіль ДжибСтар», а також національну збірну Джибуті.

## Клубна кар'єра
У дорослому футболі дебютував 2008 року виступами за команду «Сосьєт Іммобільє де Джибуті» (Картіле), в якій провів один сезон. 
До складу клубу «Картіль ДжибСтар» приєднався 2009 року. 

## Виступи за збірну
Дебютував у складі національної збірної Джибуті 22 червня 2008 року в поєдинку проти збірної ДР Конго. У складі джибутійської збірної грав у кваліфікації чемпіонату світу 2010 року.